# Суперкубок Сирії з футболу 2020
Суперкубок Сирії з футболу 2020  — 10-й розіграш турніру. Матч відбувся 14 жовтня 2020 року між чемпіоном Сирії клубом Тішрін та володарем кубка Сирії клубом Аль-Вахда.
| Володар Суперкубка Сирії 2020 |
| ----------------------------- |
|                               |
| Аль-Вахда Третій титул        |

## Матч

### Деталі
| 14 жовтня 2020 14:00 (EEST) |

| Тішрін | 1:2      | Аль-Вахда |
| ------ | -------- | --------- |
| Мармур | Протокол | Баракат   |

| Муніципальний стадіон, Хама |